# Shenzhen Open 2014
Das Shenzhen Open 2014 ist der Name eines Tennisturniers der WTA Tour 2014 für Damen sowie eines Tennisturniers der ATP World Tour 2014 für Herren in Shenzhen.

## Herrenturnier
→ Qualifikation: Shenzhen Open 2014/Herren/Qualifikation

## Damenturnier
→ Qualifikation: Shenzhen Open 2014/Damen/Qualifikation